# Râul Valea Seacă, Casimcea
Râul Valea Seacă sau Râul Mireasa este un curs de apă din Dobrogea, afluent al râului Casimcea. 

## Hărți
- Harta Județului Constanța